# Onze-Lieve-Vrouw-van-de-berg-Karmelkerk (Wandre)

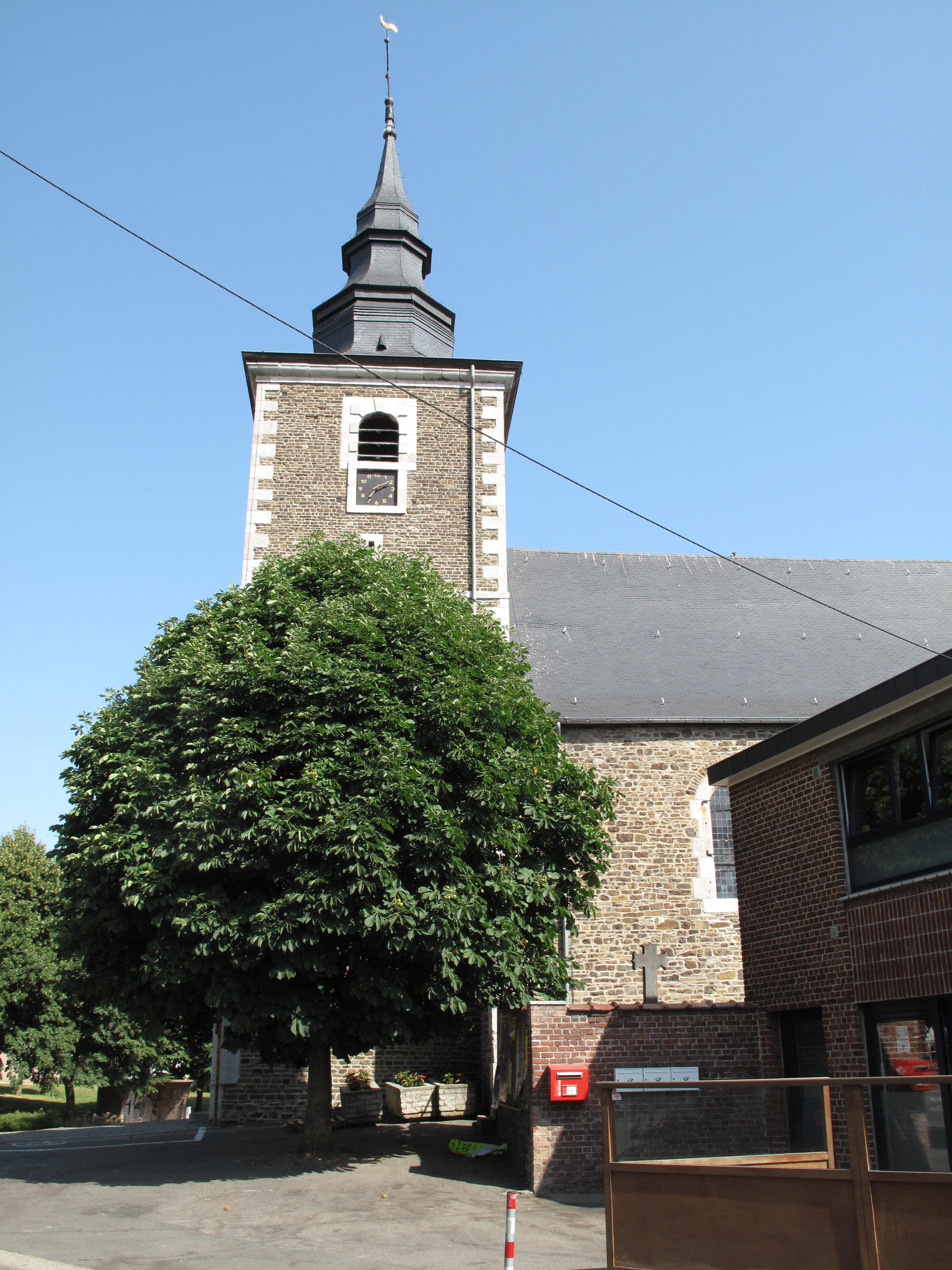
Onze-Lieve-Vrouw-van-de-berg-Karmelkerk

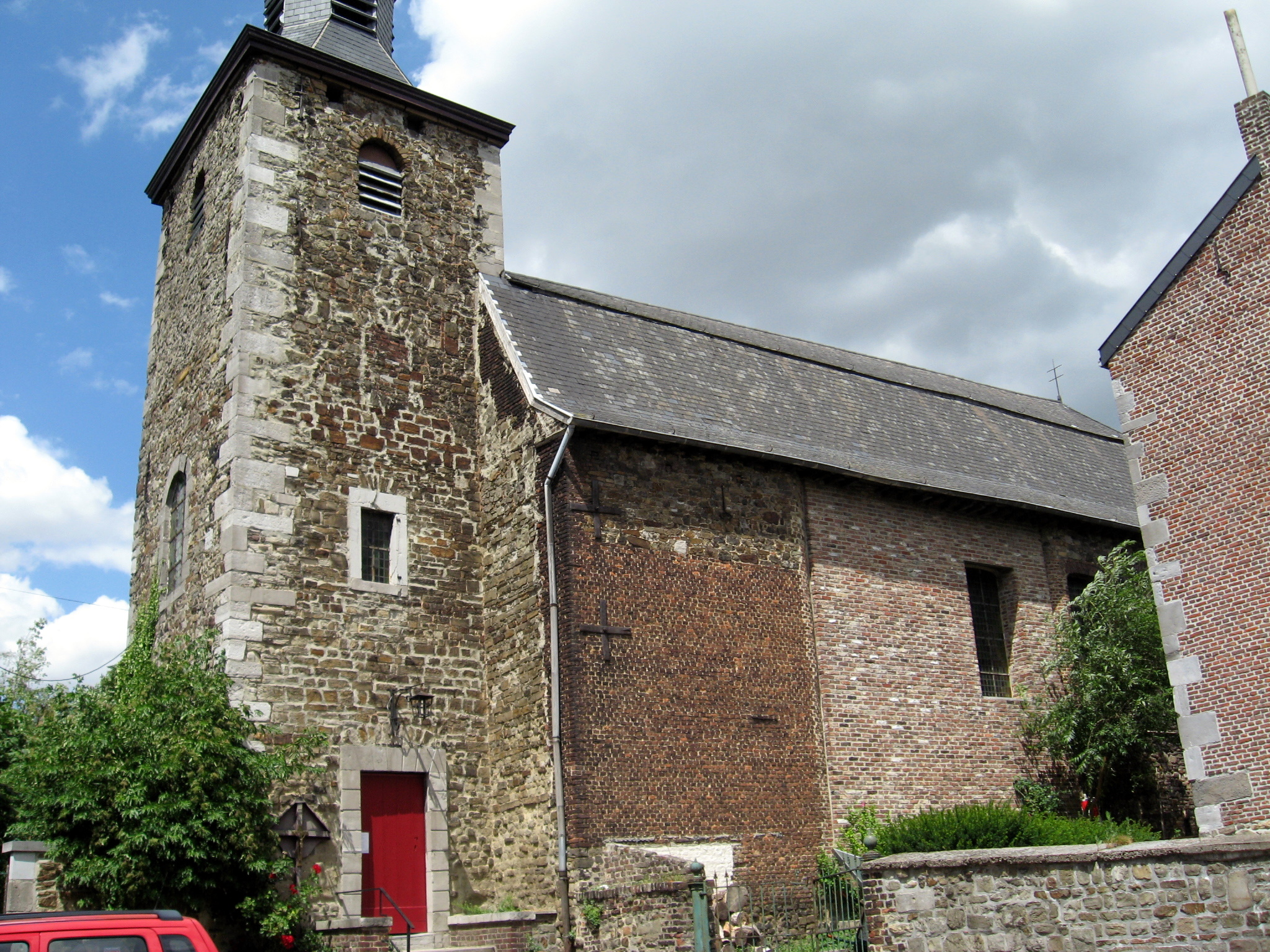
Idem

De Onze-Lieve-Vrouw-van-de-berg-Karmelkerk (Église Notre-Dame du Mont-Carmel) is een parochiekerk en voormalige kloosterkerk van het Karmelietenklooster in het tot de gemeente Luik behorende dorp Wandre, gelegen aan de Rue de la Xhavée 85 in de buurtschap La Xhavée.

## Geschiedenis
De kerk werd gesticht in 1337, en vanaf 1488 werd ze bediend door de Kanunniken van het Heilig Graf. Vanaf 1685 waren het de Ongeschoeide Karmelieten die de kerk gebruikten. Als zodanig was de kerk tot eind 18e eeuw in gebruik, toen de kloosters werden opgeheven. Het werd in 1798 een parochiekerk.

## Gebouw
De kerk heeft een vierkante, voorgebouwde toren in zandsteenblokken, bekroond met een achthoekige lantaarn en daarop een sierlijke achtkante spits. Het ingangsportaal werd in de 18e eeuw aangelegd. De toren, en vooral het schip, werden aanzienlijk gewijzigd in de 17e, 18e en 19e eeuw. De toren verkreeg in de 18e eeuw kalkstenen hoekbanden. Voor het schip werd daarbij baksteen toegepast. In de 20e eeuw werd nog een deel van de zuidmuur vernieuwd.

## Interieur
Het interieur werd omstreeks 1780 aangepast in classicistische stijl. Een zij-altaar in barokstijl is van omstreeks 1650. Het hoofdaltaar is van omstreeks 1705 en heeft een schilderij. De kerk bevat enkele 17e-eeuwse grafstenen.